# Llorente (Costa Rica)
Llorente è un distretto della Costa Rica facente parte del cantone di Flores, nella provincia di Heredia.
Llorente comprende 4 rioni (barrios):
- Cristo Rey
- Geranios
- Los Angeles
- Santa Elena